# Lazar Fundo

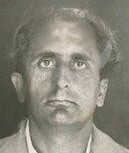

Lazar Fundo, auch Llazar bzw. Zai Fundo (* 20. März 1899 in Korça; † 20. September 1944 in Kolesian bei Kukës), war ein albanischer Politiker und Mitinitiator der Partei der Arbeit Albaniens.

## Leben
Fundo entstammte einer in der Stadt Voskopoja beheimateten Familie von Händlern. Nach Abschluss der Höheren Schule besuchte er das französische Lyzeum in Saloniki und studierte anschließend Jura in Paris.
Anfang der 1920er Jahre wurde er Mitglied der von Avni Rustemi gegründeten kommunistischen Union Bashkimi, deren Leitung er nach dessen Ermordung im April 1924 übernahm. Fundo leitete die Organisation bis zum Anschluss an das dem christlich-orthodoxen Bischof und Politiker Fan Noli nahestehende Komiteti i Çlirimit Nacional (KÇN) im Jahr 1927. 1924 nahm er aktiv an der von Noli geführten sogenannten Junirevolution teil. Nach dem Scheitern der Regierung Noli emigrierte Fundo Ende 1924 zunächst nach Wien, dem Zentrum der Kommunistischen Balkanföderation (KBF), und von dort in die Sowjetunion. Dort wurde er Leiter der „ausländischen Studenten“ und arbeitete in der albanischen Abteilung des Komintern. 1929 nahm er an der 8. Konferenz der KBF teil, auf der die Gründung einer Kommunistischen Partei Albaniens beschlossen wurde, zu der es allerdings erst 1941 kam. Daneben war er als Journalist tätig, so 1930/31 für die Zeitschrift „Die Balkanföderation“ in Wien.
1933 war er in Deutschland und nahm als Beobachter am Reichstagsbrandprozess teil. Nach dem Freispruch von Georgi Dimitrow reiste er mit diesem zurück nach Moskau. Während des Spanischen Bürgerkriegs war er mit der Organisation albanischer Freiwilliger beschäftigt und in der Front populaire in Paris aktiv. In diesen Jahren wandte sich Fundo allmählich vom Kommunismus stalinistischer Prägung ab und näherte sich sozialdemokratischen Positionen an.
Während der Phase des Großen Terrors in der Sowjetunion wurde auch gegen Fundo ermittelt. 1938 wurde er nach Moskau zurückgerufen, von einer Untersuchungskommission der Komintern verhört und daraufhin aus der Partei ausgestoßen. Dank seiner Freundschaft mit Dimitrov gelang es ihm, nach Frankreich zu entkommen. Er entging so dem gegen ihn ausgesprochenen Todesurteil.
Nach der italienischen Annexion Albaniens 1939 kehrte Fundo nach Korça zurück und arbeitete bis zu seiner Entlassung 1940 als Gymnasiallehrer. In dieser Zeit war er im (nichtkommunistischen) Untergrundkampf gegen die Besatzungsmächte aktiv. 1941 wurde er verhaftet und auf die italienische Internierungslagerinsel Ventotene deportiert. Nach dem Zusammenbruch des italienischen Faschismus 1943 aus der Haft befreit, ging er zurück nach Albanien. Dort wurde er im September 1944 von kommunistischen Partisanen gefangen genommen und auf Befehl von Enver Hoxha, der eine Weisung des Komintern und Titos ausführte, als Trotzkist und Renegat vor den Augen von Angehörigen der britischen Militärmission zu Tode geprügelt.

## Weblink
- Giovanni Falcetta: Biografia di Lazar Fundo (1899-1944). In: Albania News v. 13. Mai 2008 (italienisch)